# Кестени (планина)
Кестени (на гръцки: Καστανιές, в превод Кестени, старо Κεστενές) е планина в Гърция, в западната част на Кавалско. Планината е дял от Урвил.

## Описание
Планината се разпростира северно североизточно от Неа Карвали (Чапранли) и е южно продължение на Урвил (Чалдаг), от която е отделена с проход на 500 m височина северно от Елафохори (Караджова), от който започват противоположните реки Али Кури (Кумариес) и Чай (Цай), приток на Чинар.
Скалите ѝ са кристални варовици и гнайс.
В югоизточното подножие на планината, на скалите край селището Петропиги (Кая бунар) се правят скални изкачвания.
Изкачването до върха може да стане от Елафохори (500 m) за около 2 часа.
| Име           | Име                                | Височина      | Местоположение                                                                 |
| ------------- | ---------------------------------- | ------------- | ------------------------------------------------------------------------------ |
| Кестени       | Καστανιές, Κεστενές                | 1009 m        | С от Ано Пондоливадо (Горно Домашли)                                           |
| Деде, Дедедаг | Άγιος Νικόλαος, Ντεντέ Ντεντέ Νταγ | 689 m         | З от Заркадия (Караджилар) и СЗ над едноименното бивше село Дедедаг (Агиовуни) |
| Горно Домашли | Άνω Ντομασλή                       | 861 m         | С от Ано Пондоливадо (Горно Домашли), старото село                             |
|               | Δρυότοπος                          | 680 m         |                                                                                |
| Долно Домашли | Καρυδιές, Κάτω Ντομασλή            | 680 m         | С от Ано Пондоливадо (Горно Домашли), старото село                             |
| Саръбурун     | Μύτικας, Σαρή Μπουρούν             | 560 m         |                                                                                |
| Кайнак        | Οξυές, Καϊνίκ                      | 940 m - 800 m | С от Ано Пондоливадо (Горно Домашли)                                           |
|               | Ορόσημο                            | 554 m         | С от Ано Пондоливадо (Горно Домашли)                                           |
|               | Πλαγιά                             | 813 m         |                                                                                |